# Roberto Porta
Roberto Porta (ur. 7 lipca 1913, zm. 2 stycznia 1984) – piłkarz urugwajski, napastnik (prawoskrzydłowy). Później trener.
Podczas swojej kariery piłkarskiej Porta grał w klubie Club Nacional de Football, a od 1934 we Włoszech, gdzie występował w klubie Ambrosiana. Od 1936 grał przez rok w Argentynie, w klubie CA Independiente. Następnie wrócił do Urugwaju i do 1946 grał w barwach Nacionalu.
Wraz z reprezentacją Urugwaju wziął udział w turnieju Copa América 1939, gdzie Urugwaj zdobył tytuł wicemistrza Ameryki Południowej. Porta zagrał we wszystkich 4 meczach - z Ekwadorem (zdobył bramkę), Chile, Paragwajem (zdobył bramkę) i Peru (zdobył bramkę).
Wziął także udział w turnieju Copa América 1941, w którym Urugwaj ponownie został wicemistrzem Ameryki Południowej. Porta także w tym turnieju zagrał we wszystkich 4 meczach - w meczu z Ekwadorem zdobył bramkę, ale i nie wykorzystał rzutu karnego, następnie zagrał przeciwko Chile, Argentynie i Peru.
Rok później Porta zagrał w Copa América 1942, gdzie Urugwaj wygrał wszystkie 6 spotkań i zdobył mistrzostwo Ameryki Południowej. Porta zagrał w 6 meczach – z Chile, Paragwajem i Peru zdobył po 1 bramce, a z Ekwadorem 2 bramki. Grał także z Brazylią i Argentyną. Łącznie Porta zdobył 5 bramek i uplasował się na trzeciej pozycji w tabeli strzelców turnieju.
Turniej Copa América 1945 był czwartym i ostatnim występem Porty w mistrzostwach Ameryki Południowej. Jednocześnie turniej ten był najmniej udany, gdyż Urugwaj zajął dopiero 4. miejsce. Porta zagrał we wszystkich 6 meczach - z Ekwadorem, Kolumbią i Boliwią zdobył po 1 bramce, ponadto wystąpił przeciwko Brazylii, Chile i Argentynie.
Od 10 października 1937 do 15 sierpnia 1945 Porta rozegrał w barwach reprezentacji Urugwaju 33 mecze i zdobył 13 bramek. Wcześniej, bo w 1935, zagrał raz w barwach reprezentacji Włoch.
Był selekcjonerem reprezentacji Urugwaju w finałach Mistrzostw Świata w 1974 roku, gdzie Urugwaj odpadł już w fazie grupowej.

## Sukcesy

### Międzynarodowe
Włochy
- Puchar Europy Środkowej : 1933-35

Urugwaj
- Mistrzostwa Ameryki Południowej : 1942
- Mistrzostwa Ameryki Południowej : wicemistrzostwo 1939, 1941